# Deutsch-salvadorianische Beziehungen
Die Deutsch-salvadorianischen Beziehungen sind das zwischenstaatliche Verhältnis zwischen Deutschland und El Salvador.

## Geschichte

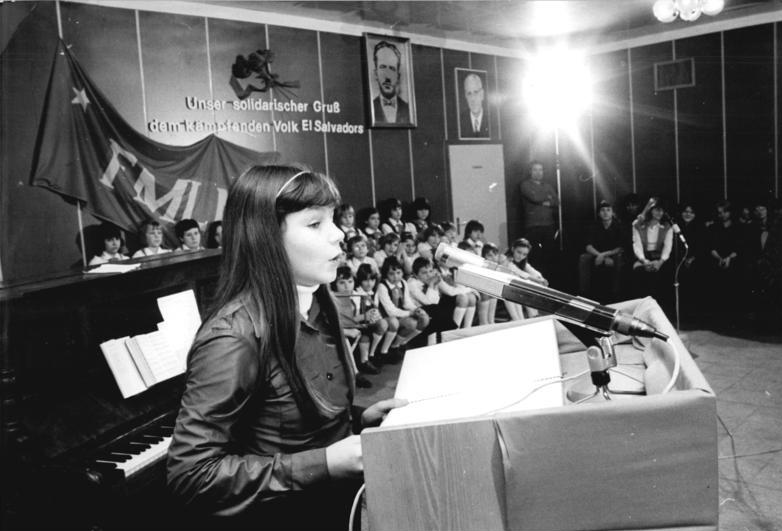
Solidaritätsveranstaltung in der DDR für den „gerechten Befreiungskampf der salvadorianischen Patrioten“ (1982)

Franz Hugo Hesse wurde 1851 preußischer Botschafter in Mittelamerika, der 1853 einen eigenen Konsularagenten für El Salvador einstellte und einen Handelsvertrag mit dem Land abschloss. In der Folgezeit wurde Deutschland für die zentralamerikanischen Staaten ein wichtiger Handelspartner, wobei die deutschen Investitionen sich jedoch stärker auf Costa Rica und Guatemala konzentrierten, wo sich auch einige deutsche Siedler ansiedelten. Vereinzelt kamen auch nach El Salvador Deutsche. Der Name der salvadorianischen Gemeinde Berlín soll von Serafín Brennen stammen, einem Deutschen, der nach einem Schiffsunfall an der salvadorianischen Küste gestrandet sein soll. Er siedelte in dem Dorf Agua Caliente, das heute Berlín heißt, und überzeugte die Bewohner, das Dorf nach der deutschen Hauptstadt umzubenennen. Aus diesem Grund ist auch die heutige Flagge der Gemeinde eine fast identische Kopie der deutschen Flagge.
Die Ereignisse der beiden Weltkriege zerstörten den Einfluss Deutschlands in der Region. Während des Zweiten Weltkriegs erklärte El Salvador dem Deutschen Reich im Dezember 1941 den Krieg. Die Beziehungen wurden schließlich 1951 wieder aufgenommen, als Eugen Klee Gesandter der Bundesrepublik Deutschland in El Salvador wurde. In den 1960er Jahren begann Deutschland im Land Entwicklungshilfe zu leisten und 1965 wurde eine deutsche Schule im Land eröffnet.
1979 kam es in El Salvador zur Machtübernahme von José Napoleón Duarte und einem brutalen Bürgerkrieg zwischen der Regierung und der FMLN. Die DDR unterstützte die FMLN, ebenso wie linksgerichtete Gruppen in der BRD, welche Solidaritätskomitees bildeten. Die Ermordung von Óscar Romero 1980 führt zur Gründung der Christlichen Initiative Romero, welche sich für Menschenrechte in El Salvador einsetzt. Die Taz startete sogar eine Spendenaktion „Waffen für El Salvador“ und sammeln 4,7 Millionen DM an privaten Spenden für die Bewaffnung der FMLN-Guerillas ein, wobei sie die Gelder 1992 an die Gruppe übergaben, kurz bevor ein Waffenstillstand unterzeichnet wurde. CDU-Abgeordnete im Bundestag stellten 1982 die Legalität der Aktion der Taz infrage.
Nach der deutschen Wiedervereinigung unterzeichneten beide Seiten 1993 eine finanzielle Zusammenarbeit. Im Jahr 2000 verlegte El Salvador seine Botschaft von Bonn nach Berlin.

## Wirtschaftsbeziehungen
2024 lagen die deutschen Warenexporte nach El Salvador bei 155 Millionen Euro und die Importe aus dem Land bei 79 Millionen Euro. In der Rangliste der deutschen Handelspartner nahm El Salvador damit Rang 123 ein. Deutschland zählt zu den wichtigsten Importeuren von salvadorianischem Kaffee. Eine deutsche Industrie- und Handelskammer in San Salvador fördert die gegenseitigen Handelsbeziehungen.
Deutschland hat El Salvador über 50 Jahre lang Entwicklungshilfe geleistet. In jüngerer Zeit erfolgte die Finanzierung von Projekten hauptsächlich über das Zentralamerikanische Integrationssystem.

## Kulturbeziehungen
Das Deutsch-Salvadorianisches Kulturforum ist mit der Förderung der gegenseitigen Kulturbeziehungen betraut. In El Salvador gibt es eine deutsche Schule. Außerdem sind mehrere politische Stiftungen, kirchliche Institutionen und Nichtregierungsorganisationen aus Deutschland im Land aktiv.

## Diplomatische Standorte
- Deutschland hat eine Botschaft in El Salvador
- El Salvador hat eine Botschaft in Berlin

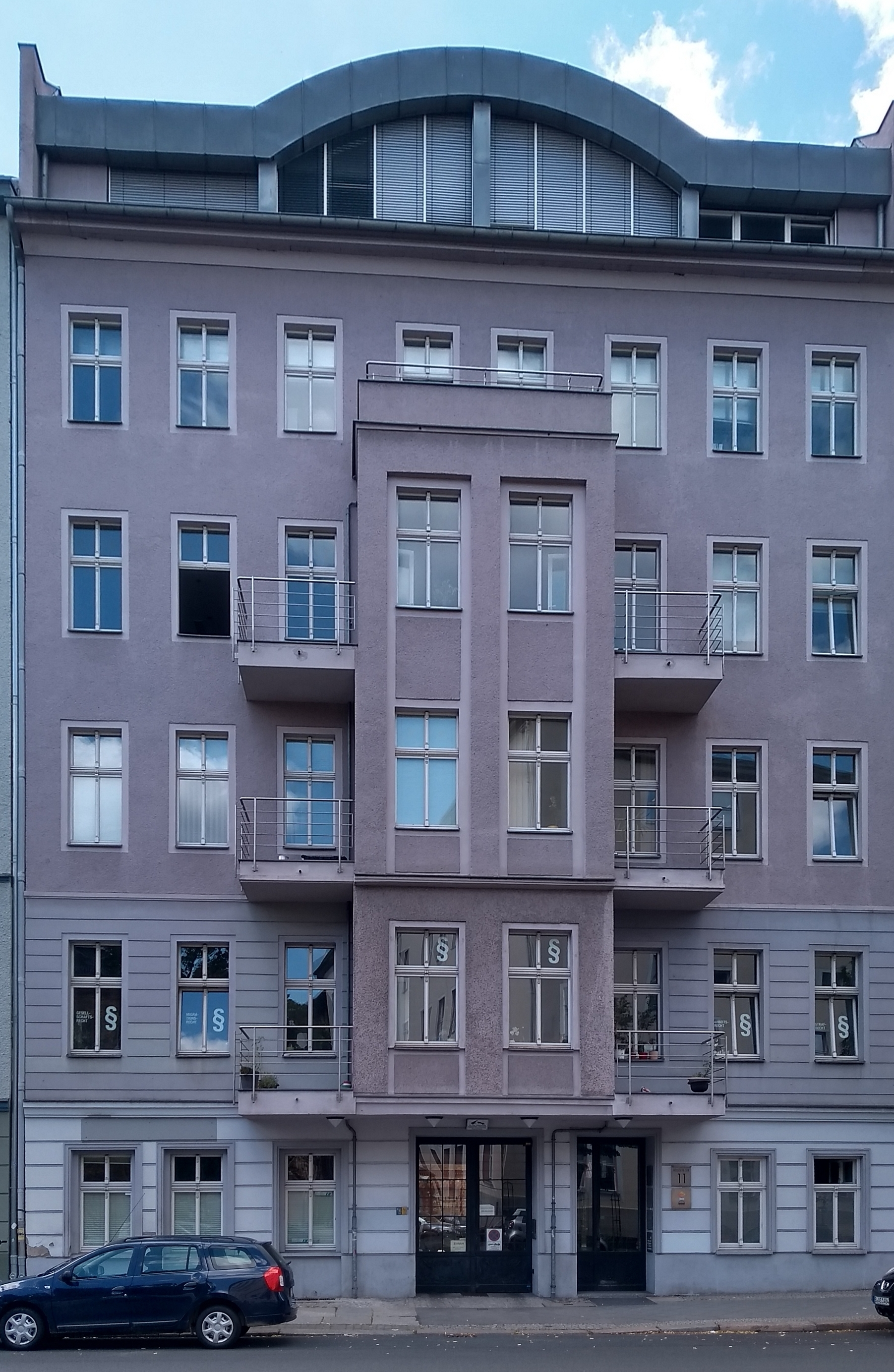
Botschaft El Salvadors in Berlin